# Porte Noire

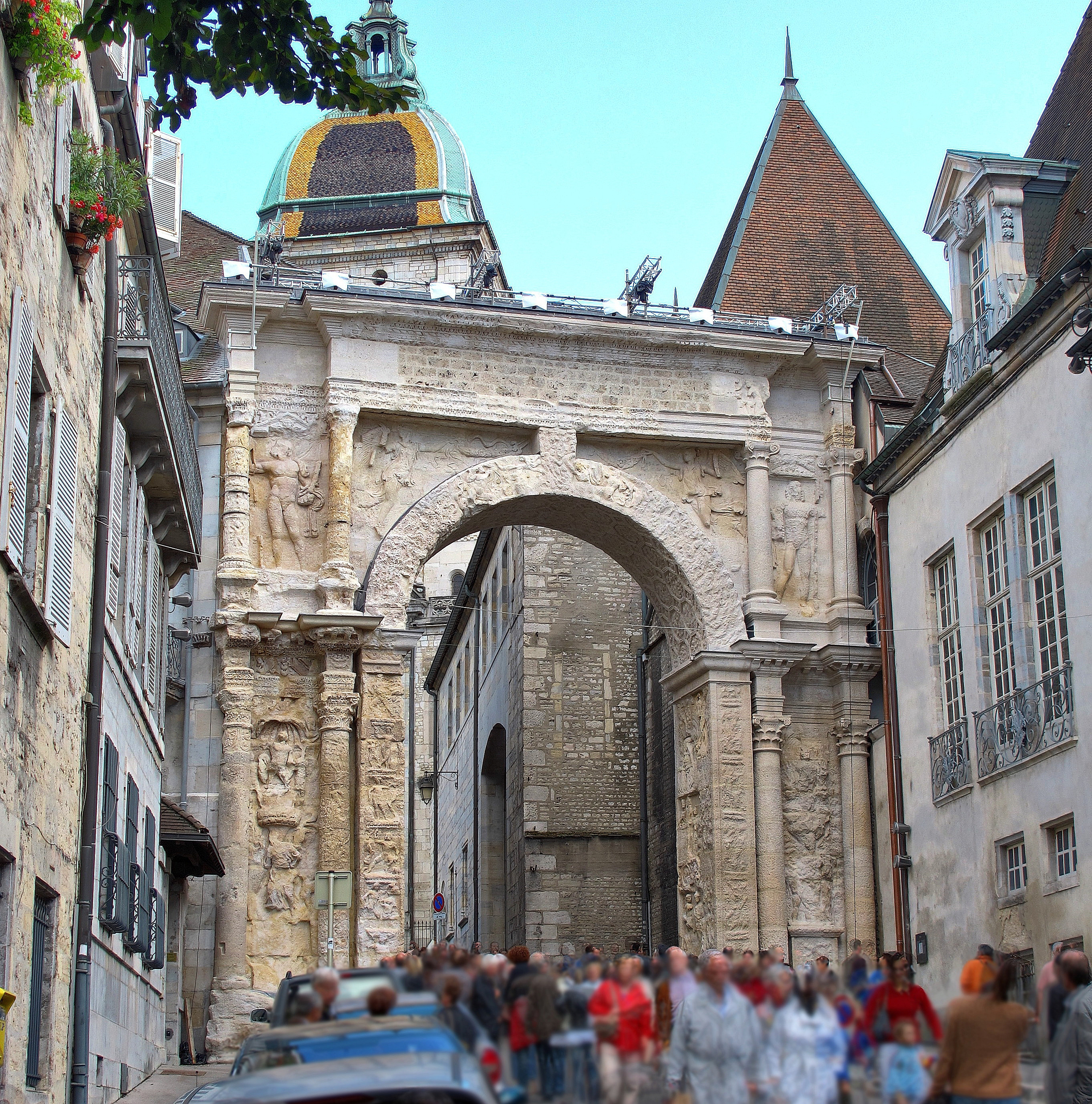
Porte Noire in Besançon (Frankrijk)

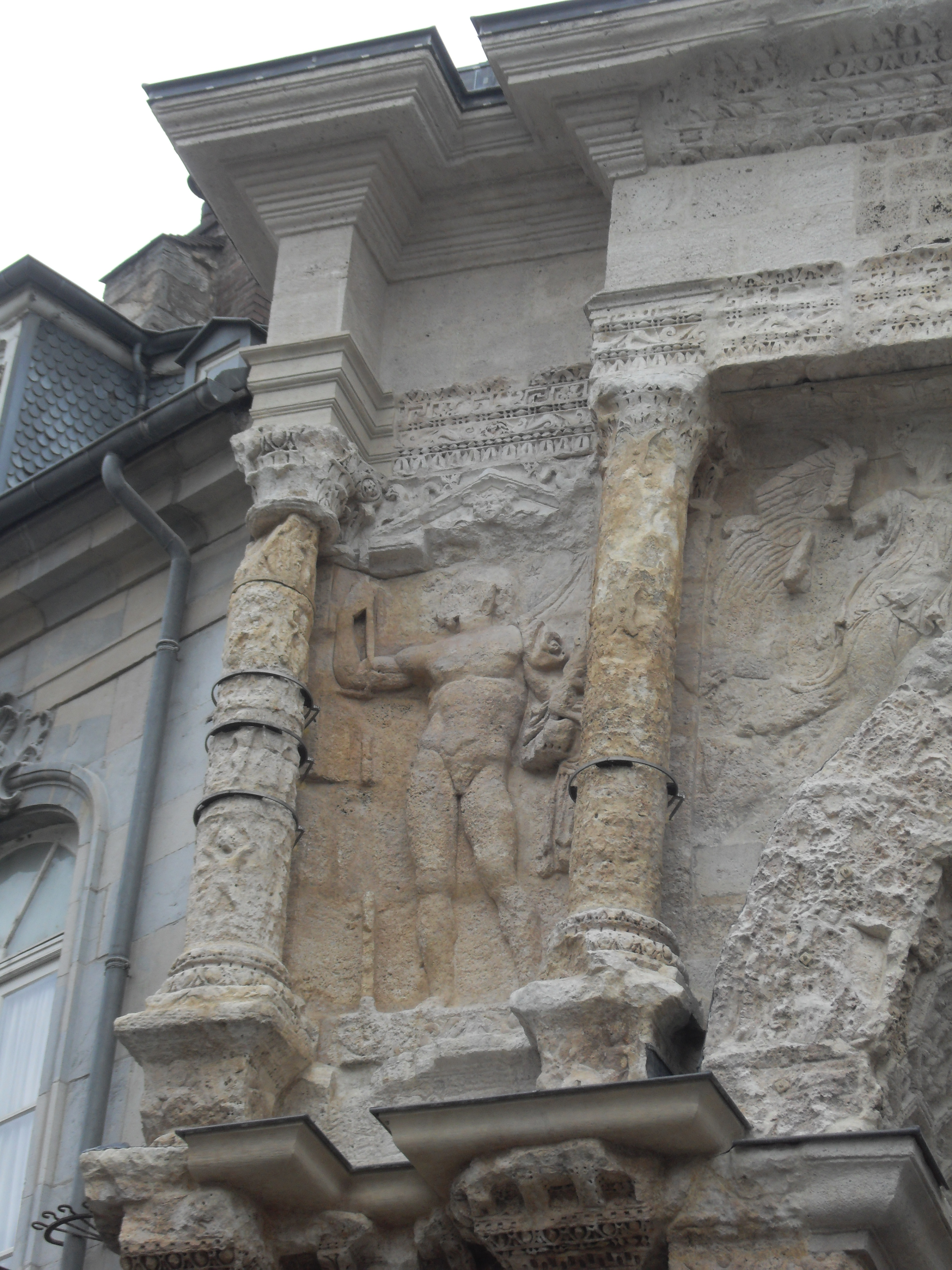
detail: een naakte Dioscure

De Porte Noire of Zwarte Poort, ook Poort van Mars genoemd, is een Romeinse triomfboog in het centrum van de Franse stad Besançon. De poort is in 175 na Christus gebouwd. 
De Latijnse naam van Besançon is Vesontio. Vesontio was een belangrijke Gallo-Romeinse stad bewoond door Sequani. De poort stond op de noord-zuidstraat, ook cardo maximus genoemd. De poort is 16,56 meter hoog, doch 1 meter hiervan bevindt zich onder de grond omdat de straat in de loop der tijden is opgehoogd. Onder de boog is de hoogte zowat 11 meter. De namen Zwarte Poort en Poort van Mars dateren uit de middeleeuwen. 
Het gaat niet om een stadspoort maar wel om een triomfboog ter ere van de keizers Marcus Aurelius en Lucius Verus om hun overwinning in de Romeins-Parthische Oorlog. De bas-reliëfs tonen merkwaardig weinig oorlogsscènes maar veel figuren en verhalen uit de Romeinse mythologie. Waarschijnlijk stond bovenop de poort een koperen standbeeld van keizer Marcus Aurelius, afgebeeld als ruiter van een vierspan of quadriga.
In de Middeleeuwen werd de poort zwaar verwaarloosd. Huizen werden tegen de poort gebouwd en bas-reliëfs verdwenen. 
Pas in de 19e eeuw was er sprake van enige restauratie en interesse in de geschiedenis van Vesontio. In 1840 werd de poort geklasseerd als historisch erfgoed.